# Loreglia
Loreglia är en ort och kommun i provinsen Verbano Cusio Ossola i regionen Piemonte i Italien. Kommunen hade 233 invånare (2018).